# NGC 6836
NGC 6836 (другие обозначения — PGC 63803, MCG -2-50-10, IRAS19518-1249) — галактика в созвездии Стрелец.
Этот объект входит в число перечисленных в оригинальной редакции «Нового общего каталога».